# ناحیه هانوفر، شهرستان جکسون، میشیگان
ناحیه هانوفر (به انگلیسی: Hanover Township) یک منطقهٔ مسکونی در ایالات متحده آمریکا است که در شهرستان جکسون، میشیگان واقع شده‌است.
 ناحیه هانوفر  ۳٬۶۹۵ نفر جمعیت دارد و ۳۳۲ متر بالاتر از سطح دریا واقع شده‌است.